# Гросман Костянтин Гнатович
Костянти́н Гна́тович Ґро́сман (рос. Константин Игнатьевич Гросман; * 1833 — † ?) — лікар, громадський діяч. Перший голова Ставропольської повітової земської управи в Самарській губернії (1865—1874).

## Біографічні відомості
Костянтин Ґросман походив із моравських поляків. Народився 1833 року. 1850 року закінчив Кам'янець-Подільську гімназію .
1855 року Костянтин Ґросман закінчив медичний факультет Київського університету. 1857 року його направили в Ставрополь (повітове місто Самарської губернії, нині Тольятті) — у Ставропольську земську лікарню.
У 1865—1874 роках був головою Ставропольської повітової земської управи. У 1880—1883 роках був депутатом повітового земства.
Дворянин. Титулярний радник. Поміщик. Дружина — Олександра Василівна Виноградова.